# Stöllet
Stöllet è un'area urbana della Svezia situata nel comune di Torsby, contea di Västra Götaland.
La popolazione rilevata nel censimento 2010 era di 245 abitanti .